# Consonante uvular-epiglotal
Una consonante uvular-epiglotal es una consonante doblemente articulada que se pronuncia al hacer una consonante uvular y una consonante epiglotal simultáneas . Un ejemplo es la oclusiva uvular, en somalí / q / , que es una oclusiva uvular-epiglotal sorda [q͡ʡ] , como en [q͡ʡíìq͡ʡ] 'emitir humo'.